# Uliocnemis calliptera
Uliocnemis calliptera är en fjärilsart som beskrevs av Edward Meyrick 1889. Uliocnemis calliptera ingår i släktet Uliocnemis och familjen mätare. Inga underarter finns listade i Catalogue of Life.